# Bitwa o Buna-Gona
Bitwa o Buna-Gona – jeden z najważniejszych epizodów walk na Nowej Gwinei podczas II wojny światowej na Pacyfiku. Krwawe zmagania trwające od połowy listopada 1942 niemal do końca stycznia 1943 roku zakończyły się zwycięstwem aliantów, ale zwycięstwo to zostało okupione znacznie większymi stratami niż lepiej znane opinii publicznej walki o Guadalcanal. W rezultacie klęsk pod Buna-Gona i na Guadalcanalu, Japończycy nie byli w stanie zrealizować swego planu zablokowania Australii i przecięcia jej szlaków komunikacyjnych ze Stanami Zjednoczonymi i musieli przejść na wszystkich frontach walk na południowo-zachodnim Pacyfiku do obrony.

## Tło konfliktu

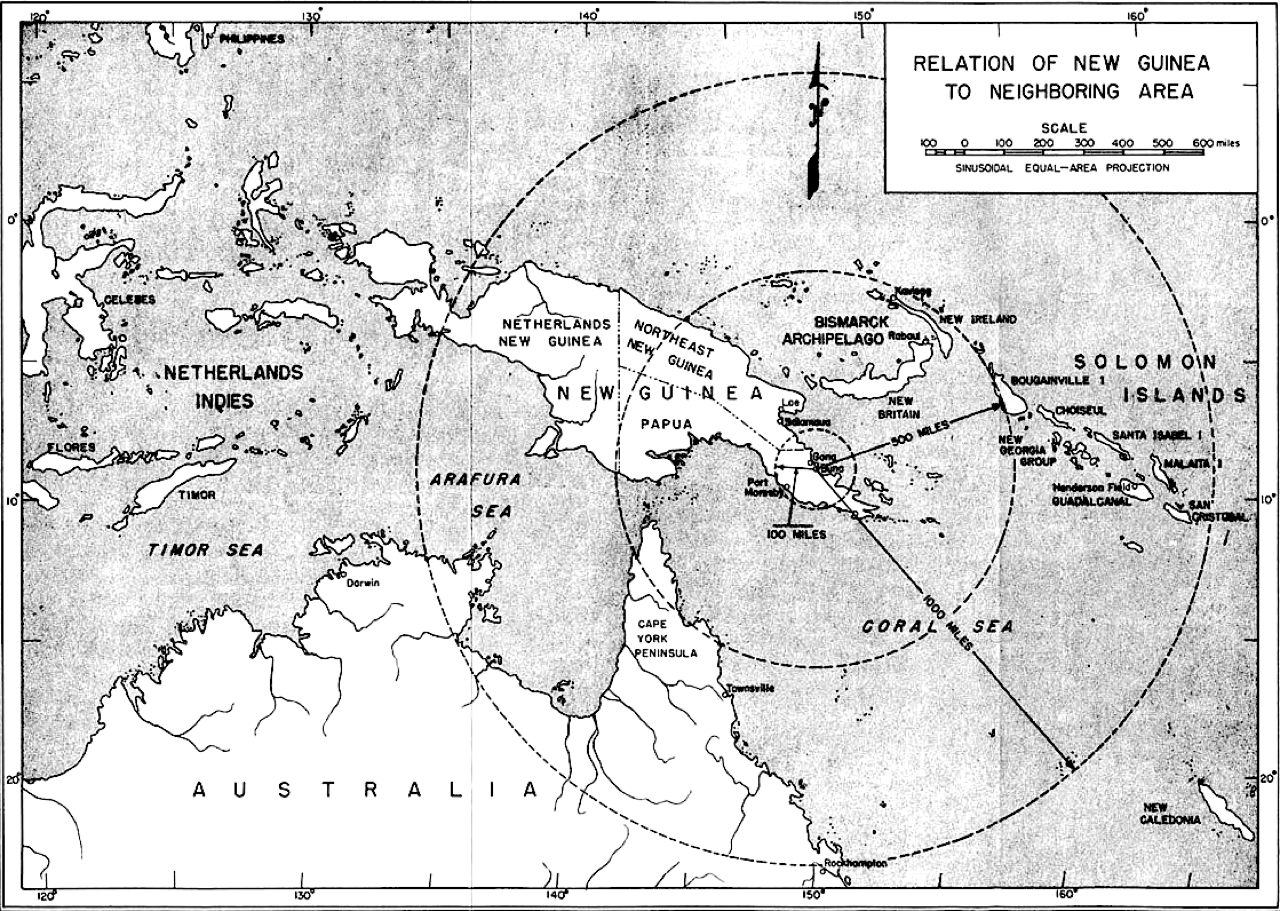
Położenie Buna-Gona na mapie Nowej Gwinei i otaczających ją obszarów (odległości podano w milach)

Po przegraniu przez Japończyków bitwy na Morzu Koralowym, co uniemożliwiło im szybkie zajęcie Portu Moresby desantem, ich siły wylądowały 21 lipca 1942 roku na północnym wybrzeżu Nowej Gwinei i ustanowiły kilka przyczółków w pobliżu wiosek Buna, Sanananda i Gona, skąd ruszyły szlakiem Kokoda, wiodącym przez wysokie na 4000 m pasmo górskie Owena Stanleya w nadziei zdobycia Portu Moresby od strony lądu. Niewielkie siły australijskie, jakie Japończycy napotkali na szlaku, toczyły przez dwa miesiące ciężkie walki obronne, spychane krok za krokiem przez lepiej przygotowanych do walk w dżungli Japończyków. W chwili, gdy linia frontu znajdowała się zaledwie 48 km od Port Moresby, siły japońskie stanowiły już tylko 20% początkowych stanów. Reszta zginęła, odniosła rany lub została powalona przez choroby. Opieki medycznej w zasadzie nie było, a nawet najzdrowsi cierpieli z głodu. Mimo to generał-porucznik Tomitarō Horii za wszelką cenę chciał zdobyć Port Moresby.
Wycieńczeni, ale zdeterminowani żołnierze japońscy zatrzymali się 17 września na szczytach tuż przed grzbietem pasma Imita, skąd widzieli światła Portu Moresby i gdzie oczekiwali na obiecane zaopatrzenie i posiłki. Generał Horii był zdruzgotany, gdy dowiedział się, że ma wycofać swych ludzi na północ, by Cesarska Armia Japońska mogła zgromadzić wszelkie możliwe siły do pokonania nieprzyjaciela na Guadalcanalu.
29 września Australijczycy podjęli pościg za uchodzącymi Japończykami tocząc na wąskiej, błotnistej ścieżce zacięte boje z ariergardą japońską. Japończycy zdołali przygotować umocnioną linię obronną na brzegu Eora Creek, ale po kilku dniach zostawili pozycje chorym i rannym, podczas gdy reszta spiesznie oddaliła się w stronę wybrzeża, porzucając cięższą broń, skrzynie z amunicją, słowem wszystko, co mogło opóźnić odwrót. Oddziały australijskie z łatwością pokonały nie w pełni sprawnych obrońców i kontynuowały pościg, dopóki nie natrafiły na dobrze przygotowane stanowiska przyczółka Buna-Gona.
Tymczasem na przełomie sierpnia i września 1942 roku inne siły australijskie w bitwie o zatokę Milne pokonały Japończyków, którzy próbowali zdobyć strategicznie ważny port i lotnisko na południowo-wschodnim krańcu Nowej Gwinei. Po raz pierwszy w walkach lądowych wojny na Pacyfiku aliantom udało się uniemożliwić Japończykom osiągnięcie zamierzonego przez nich celu .

## Sceneria i przygotowania

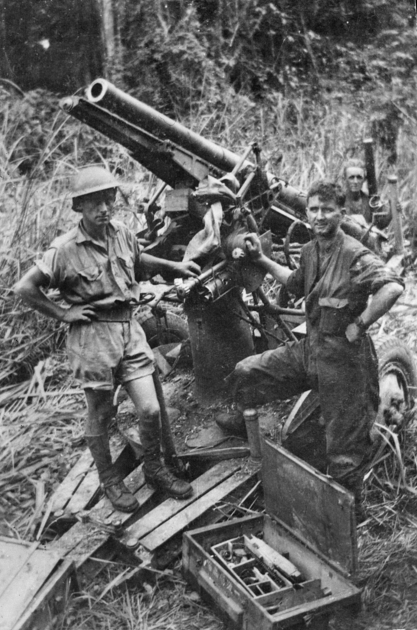
Zdobyczne japońskie działo przeciwlotnicze 75 mm

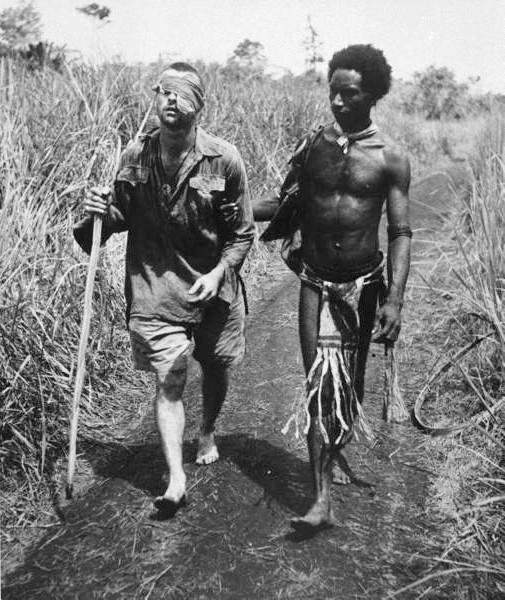
Ranny żołnierz australijski i Fuzzy-Wuzzy Angel

Scena przyszłej bitwy wokół Buna-Gona to bagnista równina. Położona pomiędzy brzegiem morza a podnóżami gór Owena Stanleya rozciąga się na szerokość około 12 km, przy czym nigdzie nie sięga wyżej niż 3 m n.p.m., a lotnisko pod Buną leży na wysokości 1 m n.p.m. Główny ciek wodny regionu, rzeka Girua, szeroka na 7–20 m u stóp wzniesień, niewiele dalej płynie przez rozległe bagna, gdzie rozpada się na szereg odnóg, tworzących deltę sięgającą od przylądka Sanananda na północy po wioskę Buna na południu. Między dwoma z tych odnóg, Entrance Creek i Simemi Creek, leżą bagna nie do przebycia. Wokół rozciąga się gęsta dżungla, w delcie i wzdłuż wybrzeży rozciągają się lasy namorzynowe. Krajobraz uzupełniają zagajniki palm kokosowych sięgających 40 m wysokości, zaś otwarte przestrzenie porastają wysokie na 2–3 m trawy kunai o ostrych jak brzytwa krawędziach. Średnia temperatura powietrza wynosi 35 °C, a wilgotność przekracza 85%. Opady deszczu to 250 mm dziennie.
Widoczność w takim terenie była bardzo ograniczona. Żołnierz siedzący w okopie poza bezpośrednim otoczeniem nie widział właściwie nic, a stojący – i narażający się tym samym na strzał snajpera – nie dalej niż 25 m. Grunt, nawet tam gdzie nie było bagna, nasiąknięty był wodą. Przejść można było jedynie kilkoma wyżej położonymi ścieżkami, jakie wydeptali krajowcy, ale i one były niemal zawsze błotniste. Japończycy w takich właśnie miejscach pobudowali swe zamaskowane bunkry trzymające pod ogniem dojście z każdego kierunku. Żaden pojazd nie mógł tamtędy przejechać. Dżungla, zarośla, bagna i rzeki powodowały, że oskrzydlenie japońskich pozycji było niemożliwe. W tym klimacie z łatwością szerzyły się malaria, denga, tyfus i dyzenteria, nie mówiąc już o lżejszych schorzeniach jak owrzodzenia stóp i pachwin, czy grzybice.

### Japończycy
Wojskami japońskimi dowodził generał-major Kensaku Oda, następca gen. Tomitarō Horii’ego, który utonął w rzece Kumusi podczas odwrotu szlakiem Kokoda po nieudanej próbie zdobycia Port Moresby.
Obrona przyczółka Buna-Gona opierała się na trzech rejonach umocnionych: najdalej na północ wysunięty był odcinek od przylądka Wye po misję w Gona (dowódca mjr Tsume Yamamoto). W centrum, wokół przylądka Sanananda, powstały umocnienia, których przedłużeniem były stanowiska ogniowe na szlaku wiodącym z wioski Soputa (dowódca płk Yosuke Yokoyama, który był jednocześnie dowódcą całości). Trzecie i największe fortyfikacje rozciągały się od półwyspu Endaiadere w pobliżu plantacji Duropa aż do wioski Buna. Obejmowały misyjne i rządowe zabudowania w Bunie oraz lotnisko, które zostało przez Japończyków rozbudowane, a pas startowy przedłużony (dowódcą obrony odcinka był kpt. Yoshitatsu Yasuda). Cały front obrony japońskiej miał niecałe 10 km długości i zaledwie 1200 m głębokości. Rejony umocnione były wprawdzie odseparowane od siebie, lecz łączność między nimi i liniami zaopatrzenia była – przynajmniej na początku – dobra. Początkowo Japończycy utrzymywali kontakt nawet z Rabaulem, skąd otrzymywali zaopatrzenie i uzupełnienia oraz gdzie odsyłali, na pokładach jednostek nawodnych, a pod koniec już tylko podwodnych, swoich rannych. Alianci potrzebowali aż dwóch miesięcy, by ostatecznie przeciąć tę linię komunikacji.
Garnizon japoński był mieszaniną oddziałów armii i marynarki. Na samym początku liczyły łącznie około 5500 ludzi. Na lewym skrzydle na aliantów czekały w misji Gona dwa bataliony 41 Regimentu Piechoty oraz elementy 144 Regimentu Piechoty i 15 Regimentu Inżynieryjnego, które zajmowały umocnione pozycje wzdłuż drogi Soputa-Sanananda i szlaku ku przylądkowi Killerton. Prawego skrzydła, gdzie znajdowały się zabudowania wioski Buna i stary pas startowy, broniły 3 Batalion 41 Regimentu Piechoty, dywizyjny oddział kawalerii i 47 Batalion Artylerii Przeciwlotniczej z ośmioma działami 75 mm. Prócz tych oddziałów było tam także około 500 żołnierzy piechoty morskiej z 5 Specjalnego Oddziału Desantowego „Yokosuka” i 5 Specjalnego Oddziału Desantowego „Sasebo”. 1 Batalion 41 Regimentu zajmował stanowiska wokół zabudowań misji Gona. W nocy 1/2 grudnia na północ od tego miejsca wylądowało około 1000 żołnierzy z Brygady Yamagata w składzie: dowództwo brygady, 3 Batalion 170 Regimentu Piechoty i bateria artylerii górskiej. Pozostałe elementy Brygady Yamagata (również około tysiąca żołnierzy) wylądowały w nocy 12/13 grudnia w pobliżu ujścia rzeki Mambare. Te posiłki wzmocniły siły japońskie na przyczółku do 6500.
Wobec wysokiego poziomu wód gruntowych (91 cm poniżej poziomu gruntu w najwyższych miejscach) Japończycy nie mogli kopać głębokich okopów i schronów. Zamiast tego pobudowali setki bunkrów z pni palmowych. Większe z tych bunkrów służyły żołnierzom za schrony podczas bombardowań i ostrzału ciężkiej artylerii, które opuszczali, gdy atak minął, i płytkimi rowami łącznikowymi przedostawali się do mniejszych, również umocnionych stanowisk ogniowych. Rowy łącznikowe pozwalały żołnierzom przemieszczać się pomiędzy stanowiskami i wspierać zagrożone odcinki. Większe bunkry były osłaniane z boków, przodu i tyłu przez żołnierzy przyczajonych w jednoosobowych, płytkich okopach. Niektóre z nich były dodatkowo zabezpieczone stalowymi płytami, szynami i 50-galonowymi beczkami wypełnionymi piaskiem. Kilka bunkrów wokół porzuconego pasa startowego półtora kilometra od misji Buna zbudowano z betonu i stali. Na niektóre blokhauzy narzucono dodatkowo warstwę ziemi, którą zaraz pokrywała roślinność, co dodatkowo zabezpieczało przed ogniem artylerii. Blokhauzy takie mieściły z reguły cztery-pięć stanowisk karabinów maszynowych i 20–30 żołnierzy. Wszystkie fortyfikacje zostały zbudowane tak, by wzajemnie kryły się ogniem.
Umocnienia na wysuniętych pozycjach zostały umieszczone w gęstwinie dżungli. Otwory strzelnicze znajdowały się nisko nad ziemią, a same bunkry, których wysokość nie przekraczała 2-2,5 metra i które zakrywała gęsta tropikalna roślinność – były praktycznie niewidzialne dla atakujących, tym bardziej, że owa roślinność, kryjąca ognie wystrzałów, stwarzała żołnierzom alianckim trudności w rozeznaniu się, gdzie znajduje się nieprzyjaciel. Ze wszystkich pozycji można było prowadzić ogień z broni maszynowej wspomagany przez licznych snajperów ukrytych w koronach drzew.

### Alianci
W dowództwie sił sprzymierzonych ścierały się odmienne koncepcje strategiczne prowadzenia dalszej walki z Japonią. Thomas Blamey, który objął dowodzenie całością sił australijskich na Nowej Gwinei podczas walk na szlaku Kokoda, myślał tylko o zabezpieczeniu Australii, gen. MacArthur – z nominacji prezydenta Roosevelta aliancki głównodowodzący wszystkich rodzajów broni na Obszarze Południowo-Zachodniego Pacyfiku  – marzył o powrocie do Manili i w związku z tym forsował koncepcję ofensywy przez Nową Gwineę w kierunku Filipin, a admirał Chester Nimitz, głównodowodzący na Obszarze Pacyfiku, uważał, że wygraniu wojny zadecyduje ofensywa na środkowym Pacyfiku. W związku z tym żaden z nich nie był skłonny do współpracy z oponentem, i przekazywania do jego dyspozycji podległych sobie sił i środków. Ernest King, naczelny dowódca Floty Pacyfiku, a jednocześnie Szef Operacji Morskich, pomimo iż nie był do końca zadowolony z tej rywalizacji, niewiele mógł wskórać, wskutek szczupłości sił aliantów wobec olbrzymich obszarów tego teatru działań, skutkiem czego prośby MacArthura i Blameya o wsparcie floty często były ignorowane. Tak było i tym razem: MacArthur na prośbę Blameya zażądał wsparcia niszczycieli, ale odpowiedź była odmowna. Brak wsparcia ze strony floty wynikał z niedostatku dokładnych map morskich i locji nowogwinejskiego wybrzeża, wobec czego admiralicja nie była skłonna wysyłać okrętów głównych klas na ten akwen , ale także ze wspomnianych niesnasek między amerykańskimi dowódcami.
Inną słabą stroną była praca alianckiego wywiadu, który przekonywał frontowych dowódców, że na przyczółku znajduje się 1500-2000 żołnierzy nieprzyjaciela, i że należy przewidywać ich kapitulację z początkiem grudnia. Z danych dostarczanych przez krajowców do komórki G2 (wywiad) – na czele której stał generał-brygadier Charles Willoughby – wynikało też, że japońscy obrońcy są „chorzy i wygłodzeni”. Willoughby powiedział MacArthurowi przed rozpoczęciem operacji: „nic nie wskazuje na to, że alianckie oddziały spotka twardy opór”. Opierając się na tym co wiedzieli, oficerowie alianckiego wywiadu uwierzyli, że bagnisty teren uniemożliwił Japończykom budowę jakichkolwiek umocnień. Nie mając pojęcia o stanie japońskich przygotowań szef sztabu MacArthura, gen. Richard K. Sutherland, bez zająknienia nazywał bunkry przeciwnika „pospiesznie usypanymi okopami”. Wszystkie te informacje kazały MacArthurowi nabrać pewności, że Bunę da się zająć stosunkowo łatwo. Na domiar złego alianckie mapy były niedokładne, a zdjęć lotniczych prawie nie było, co miało – już w czasie bitwy – ogromnie utrudniać naprowadzanie artylerii na cel. Australijskie mapy – a w zasadzie szkice – tego obszaru były tak niedokładne, że pokazywały np. rzeki płynące pod górę.
Ordre de bataille sił alianckich :
Dowództwo Obszaru Południowo-Zachodniego Pacyfiku (gen. D. McArthur)
- 5 Flota Lotnicza (gen. G. Kenney)
- 9 Grupa Operacyjna RAAF (wing commander W.H. Garing)
- Specjalne Skrzydło Transportowe RAAF (wing commander O.B. Hall)
- Dowództwo Sił na Nowej Gwinei (gen. sir T. Blamey; gen. E.F. Herring)
  - Wysunięte Dowództwo Sił na Nowej Gwinei (gen. por. E.F. Herring; gen. por. R.L. Eichelberger), któremu podporządkowane były następujące jednostki:

jednostki amerykańskie:
- dowództwo 1 Korpusu U.S. Army (gen. por. R.L. Eichelberger)
  - 32 Dywizja Piechoty (gen. Harding, gen. Waldron: 126, 127 i 128 Pułki Piechoty)
  - elementy 41 Dywizji Piechoty (163 Pułk Piechoty, pułk. J.A. Doe)
  - elementy 129 Pułku Artylerii Polowej (jeden działon)

jednostki australijskie:
- 7 Dywizja (gen. maj. G.A. Vasey)
  - 25 Brygada (brygadier K.W. Eather)
  - 21 Brygada (bryg. I.N. Dougherty)
  - 16 Brygada (bryg. H.W. Lloyd)
  - 30 Brygada (bryg. S.H.W.C. Porter)
  - 18 Brygada (bryg. G. Wootten)
  - elementy 14 Brygady (ppułk. G.R. Matthews)
- 2 Bat. 7 Dywizji Kawalerii
- 2 Bat. 6 Pułku Pancernego (ppułk. C.R. Hodgson)
- 2 Bat. 1 Pułku Artylerii Polowej (kpt. H.A. Manning)
- 2 Bat. 5 Pułku Art. Polowej (maj. W.H. Hall)
- 1 Bat. Art. Górskiej (maj. M.P. O’Hare)
- 1 bat. 13 Pułku Art. Polowej (kpt. N.R. Stokes)

Zgodnie z rozkazem MacArthura cały ciężar ataku miała wziąć na siebie 32 Dywizja Piechoty. Tymczasem sztabowcy byli zdania, że jest niedoposażona i niegotowa do walki. Podczas wstępnej zaprawy w Stanach Zjednoczonych zamierzano wysłać ją do Europy. Zgodnie z przyjętą w US Army zasadą, dywizja winna odbywać ćwiczenia jako całość przynajmniej przez rok, ale 32 DP która właśnie przyjęła 3000 dopiero co zwerbowanych rekrutów, została nagle skierowana do Australii. Na miejscu rozmieszczono żołnierzy w trzech oddzielnych obozach, a ich pierwszym zadaniem była budowa baraków, co w znacznym stopniu odbiło się na ćwiczeniach w polu. Na początku lipca gen. Robert C. Richardson, dowódca VII Korpusu, przeprowadził kontrolę 32 DP i uznał, że znajduje się ona na „podstawowym stopniu” wyszkolenia.

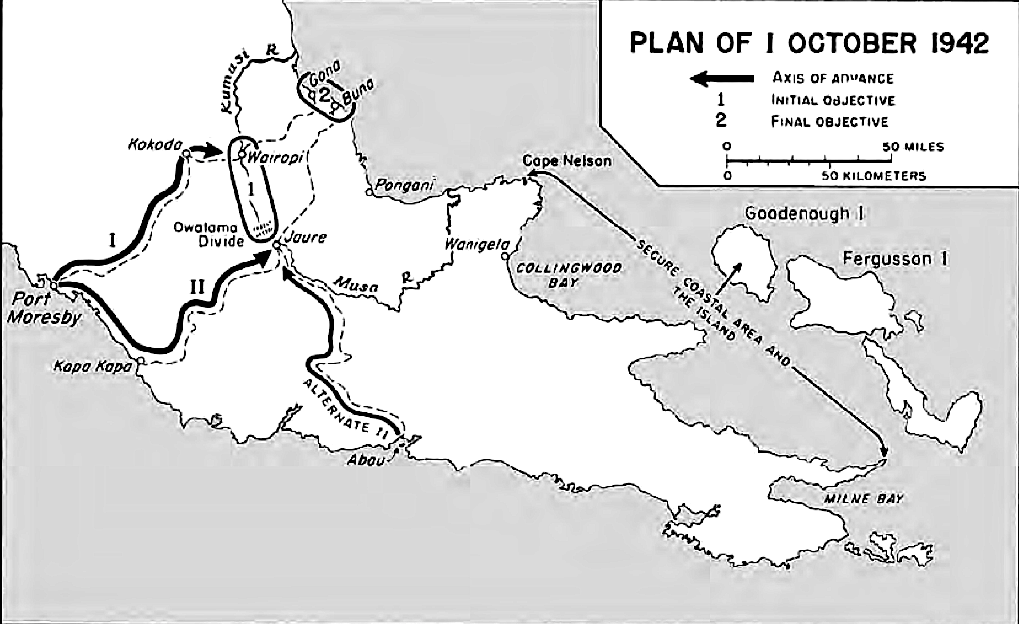
Alianckie linie komunikacyjne w październiku 1942

Ograniczone szkolenie, jakie żołnierze przeszli w Australii, przygotowywało ich do obrony tego kraju w razie japońskiej inwazji. Ich ciężkie uniformy były niewłaściwej barwy. Na podstawie doświadczeń Australijczyków, którzy podczas pierwszych walk na szlaku Kokoda nosili mundury piaskowego koloru, wyraźnie widoczne na tle dżungli, Amerykanie oddali swoje do przefarbowania na ciemniejszą zieleń w pralni chemicznej w Brisbane. Tymczasem odczynniki użyte w tym procesie przypominały raczej wodną farbkę, co powodowało, że mundur absorbował wilgoć z ciała, powodując „szkaradne odparzenia”. Tak więc 32 DP nie była przeszkolona, wyposażona, ani przygotowana do walki w dżungli; nie wiedziała nic o taktyce japońskiej. Gdy w początkach września inspekcji dokonał gen. Eichelberger, jego opinia potwierdzała wcześniejsze – dywizja nie jest gotowa. Tymczasem, nim zdołał wprowadzić jakiekolwiek zmiany, wchodzące w jej skład 126 i 128 Pułk Piechoty zostały przetransportowane na Nową Gwineę. Generał-major Edwin Harding, dowódca 32 DP, komentując sprawę wyszkolenia swoich żołnierzy, powiedział: „Od lutego, kiedy objąłem dowództwo, do listopada, kiedy rzucono nas do walki, byliśmy albo w drodze, albo szykowaliśmy się do drogi, albo osiedlaliśmy się po przybyciu na miejsce”. Mimo to dywizja została uznana za dobrze przygotowaną i w październiku 1942 roku MacArthur zażądał, by została natychmiast przetransportowana na Nową Gwineę. Już sam początek kampanii wykazał, że amerykańskim żołnierzom walka w dżungli jest zupełnie obca. 2 Batalion 126 Pułku Kawalerii (dalej 2/126) został wysłany na 210-kilometrowy, niezwykle trudny szlak Kapa Kapa, który pokonywał w okresie od 14 października do 12 listopada. Żołnierze nie napotkali na drodze nieprzyjaciela, ale ⅔ z nich musiano odesłać do szpitali. Powodem były choroby tropikalne z dyzenterią, malarią, dengą i tyfusem na czele. Przy pomocy uczynnych krajowców, których Australijczycy nazywali Fuzzy-Wuzzy Angels, oddział pokonał pasmo gór Owena Stanleya i po wielkich trudach dotarł do wioski Natunga, gdzie znajdowało się zrzutowisko i można było uzupełnić zniszczony czy utracony na szlaku ekwipunek. 2/126 był jedynym oddziałem amerykańskim, który pokonał pasma górskie Papui.

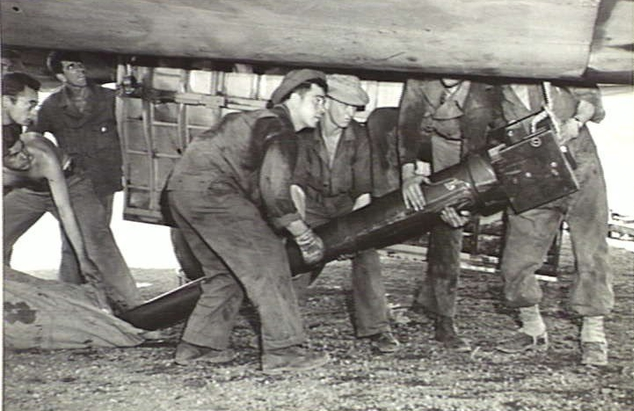
Jedyna haubica 105 mm użyta w bitwie o Buna-Gona podczas wyładunku z luku bombowego B-17

Ostatecznie 32 DP stanęła przed stanowiskami zaprawionego w bojach przeciwnika. Generał Harding niechętnie przyjął decyzję MacArthura, by atakować, polegając tylko na bezpośrednim wsparciu lotniczym 5 Armii Lotniczej USAAF i dywizjonów RAAF zamiast artylerii i czołgów. Ostatecznie zdołał ubłagać MacArthura o jedną haubicę 105 mm, którą przetransportowano samolotem na lotnisko polowe w Pongani, skąd przeciągnięto ją bliżej Buny. Udało mu się również wypożyczyć od Australijczyków osiem 25-funtówek. Zaopatrzenie stanowiło w listopadzie i na początku grudnia poważny problem. Nim zbudowano lotniska, nawet dostawy żywności kulały, a żołnierze dostawali tylko część racji C dziennie. Obsłudze moździerzy kazano racjonować amunicję. Załogi samolotów bombowych i szturmowych USAAF i RAAF starały się wspomagać wojska lądowe, ale gęsta dżungla i kiepskie mapy powodowały, że parę razy zbombardowały własne oddziały .
Problemy logistyczne
W warunkach bojowych okazało się, że żołnierzom brak broni, amunicji, lekarstw, nawet żywności. Dostali zbędne skórzane deski sedesowe(!), ale nie mieli zapałek, środków owadobójczych, wodoodpornych pojemników na lekarstwa i rzeczy osobiste. Dostarczane w kartonowych pudełkach tabletki do uzdatniania wody, chinina, witaminy i sól (otrzymywali kilkudniowe racje) ulegały dezintegracji niemal natychmiast po włożeniu do kieszeni czy chlebaka. O tych potrzebach pisał oficer medyczny ze sztabu Eichelbergera do jednego ze swych kolegów z jednostki tyłowej w USA:

...Tabletki do chlorowania wody to sprawa najwyższej wagi; potrzebne są dwie pary butów [ponieważ] wszystko tu schnie bardzo wolno. Środki owadobójcze są potrzebne każdemu, bo insektów są miliony. Rośnie liczba zachorowań na tropikalny tyfus, a wszystkie szczepionki jakie dostaliśmy są do zwalczania jego europejskiej odmiany. Mnożą się różnorakie choroby, więc przypuszczam, że prawie każdy wróci stąd ranny lub chory.

Podejmując akcję przeciw przyczółkowi, wojsko nie miało broni pancernej, artylerii, wsparcia ogniowego z morza i z powietrza. Dywizja miała wprawdzie na stanie trzydzieści sześć haubic 105 mm i dwanaście haubic 155 mm, ale z braku statków wszystkie zostały w Australii. Generał Albert Waldron ponawiał prośby o dostarczenie dział, ale sztab MacArthura nie dysponował żadnymi środkami transportowymi, a co więcej nie był w stanie zapewnić artylerii dostaw amunicji, więc prośby Waldrona zbywał milczeniem. Generał George Kenney, dowódca alianckiego lotnictwa na obszarze południowo-zachodniego Pacyfiku (SWPA), uważał, że wsparcie artyleryjskie nie jest wcale potrzebne. Mimo że o walce w dżungli nie miał pojęcia, przekonywał MacArthura, że w dżungli czołgi się nie sprawdzą.
Jeszcze w październiku alianci zajęli, przy niewielkim oporze Japończyków, wyspę Goodenough i zaczęli wykorzystywać ją jako punkt wypadowy dla patroli morskich i powietrznych. Generał Kenney zorganizował flotyllę niewielkich stateczków i promów, które pod osłoną z Goodenough zaczęły dostarczać z zatoki Milne zaopatrzenie do wiosek Wanigela, Pongani i Hariko. Pierwszy transport dotarł do Wanigeli 16 października.

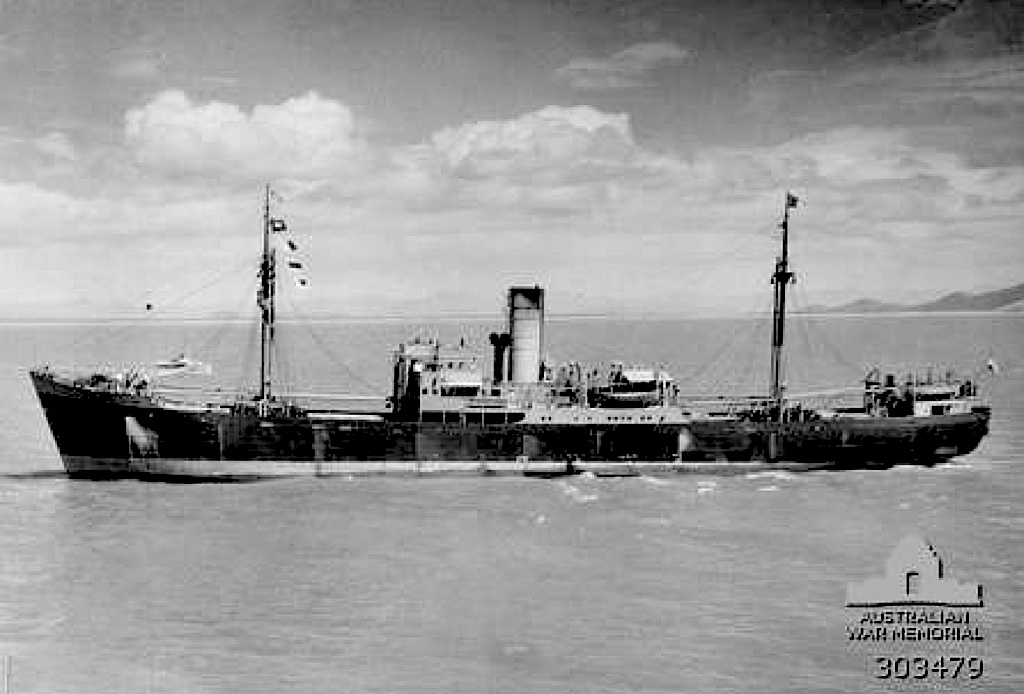
SS „Karsik”, pierwszy większy statek w zatoce Oro

Trasa pomiędzy północnym wybrzeżem Nowej Gwinei a archipelagiem wysp d’Entrecasteaux nigdy nie została poprawnie skartowana i odpowiedzialny za transport płk Wilson mawiał, że jest to „najbardziej niebezpieczne [dla statków] wybrzeże świata”. Przed wojną statki australijskie omijały te wody, wybierając drogę przez Morze Salomona, ale teraz kontrolowali je usadowieni w Rabaulu Japończycy. Flotylla małych jednostek, podporządkowana US Army Services of Supply (USASOS), składała się z około dwustu pięćdziesięciu wynajętych lub zarekwirowanych „szkunerów, keczy, motorówek, promów pasażerskich, barek, w większości starych i pordzewiałych”. Gdy silniki odmawiały posłuszeństwa – co zdarzało się nader często – australijscy marynarze stawiali żagle. Łatali też poszycie podziurawione przez japońskie pociski lub zdradzieckie rafy. Jednostki te za dnia, by uniknąć japońskich samolotów, kryły się w ujściach rzek, a na morze wychodziły w nocy, rejestrując i znacząc pustymi beczkami po paliwie nowo odkryte rafy, co okazało się później bardzo pomocne przy kreśleniu map. By prace te usprawnić sprowadzono z wyspy Thursday 54-tonową jednostkę hydrograficzną HMAS „Paluma”, która podjęła systematyczne badania celem wyznaczenia szlaku wodnego dla większych statków. Załoga „Palumy” instalowała światła i znaki nawigacyjne, zakładała radiostacje i stacje kutrów pilotowych dla przeprowadzania transportowców przez cieśniny i kanały między rafami. Do początków listopada „Paluma” wytyczyła drogę dla większych statków, które mogły w ten sposób docierać z ładunkami do zatoki Porlock.
Pierwszym dużym statkiem, jaki dostarczył zaopatrzenie do zatoki Oro, był SS „Karsik”, były niemiecki frachtowiec o nazwie „Soneck” zagarnięty w 1939 roku w Holenderskich Indiach Wschodnich i używany jako prom kolejowy w Batawii, co ułatwiło transport czołgów. W nocy 11/12 grudnia przybył z czterema lekkimi czołgami Stuart dla 2 Batalionu 6 Australijskiego Pułku Pancernego (APPanc) i siedmiodniowym zaopatrzeniem dla oddziału w sile batalionu piechoty. „Karsik” wrócił 14 grudnia z drugą partią czołgów, a cztery dni później rozpoczęła się ciągła operacja konwojowa „Liliput”. Od tej chwili zaopatrzenie oddziałów uległo zdecydowanej poprawie. Sześć frachtowców odbyło dziewięć indywidualnych rejsów, dostarczając oddziałom alianckim 4000 ton zaopatrzenia w każdym rejsie (jeden z nich przywiózł też 16 działek ppanc 37 mm, co nieco zmniejszyło niedobór artylerii). Ponadto lotnictwo dostarczyło w całym okresie walk o Buna-Gona 2450 ton.

## Pierwsze uderzenia
16 listopada do ataku wzdłuż ścieżki z Bofu ruszyła 32 DP. Czołowe oddziały napotkały nieprzyjaciela półtora kilometra na południe od Buny i utknęły. Do wieczora żołnierze 1 Bat. 126 PP zbliżyli się do japońskich pozycji na tyle, że mogli stwierdzić jak solidne umocnienia mają przed sobą. Dysponując tylko bronią maszynową i granatami nie byli w stanie ich „ugryźć”. Generał Harding domagał się czołgów, ale w tym czasie w Milne Bay alianci nie mieli jeszcze odpowiedniego statku. Jak na razie dysponował tylko lekko opancerzonymi, otwartymi od góry, transporterami Universal Carrier, ale z tymi Japończycy szybko się rozprawili, w czym niemałą rolę odegrali snajperzy rozmieszczeni w koronach wysokich drzew i palm kokosowych. Walcząca na lewym skrzydle australijska 7 DP w ciągu pierwszych trzech dni straciła 204 ludzi. W tej sytuacji kluczowym zadaniem była budowa lotniska w wiosce Dobodura i 117-kilometrowej drogi z Dobodury do zatoki Oro.
Wojska alianckie utknęły bezsilne przed pozycjami japońskimi i miało to trwać do ostatnich dni listopada. Morale w szeregach było niskie z powodu wysokich strat i chorób. Wśród Amerykanów coraz częściej zdarzały się przypadki samookaleczeń. Wśród zachowanych wspomnień zachował się taki zapis:

Ludzie na nowogwinejskim froncie należeli chyba do najżałośniej wyglądających żołnierzy ze wszystkich, jacy nosili amerykańskie mundury. Byli wycieńczeni i wychudzeni, z głębokimi czarnymi obwódkami wokół zapadniętych oczu. Ich ciała pokrywały tropikalne wrzody. ... Mieli na sobie potargane, wyplamione kurtki i spodnie. ... Podeszwy ich butów odpadały wciągnięte przez gęste, cuchnące błoto. Wielu walczyło całymi dniami z gorączką nawet nie zdając sobie z tego sprawy. ... Malaria, denga, dyzenteria, a nawet w kilku przypadkach tyfus powalały jednego po drugim. Trudno było znaleźć żołnierza, który jak tysiące innych znalazł się w dżungli i nie wyszedł z niej bez jakiegoś uszczerbku na zdrowiu.

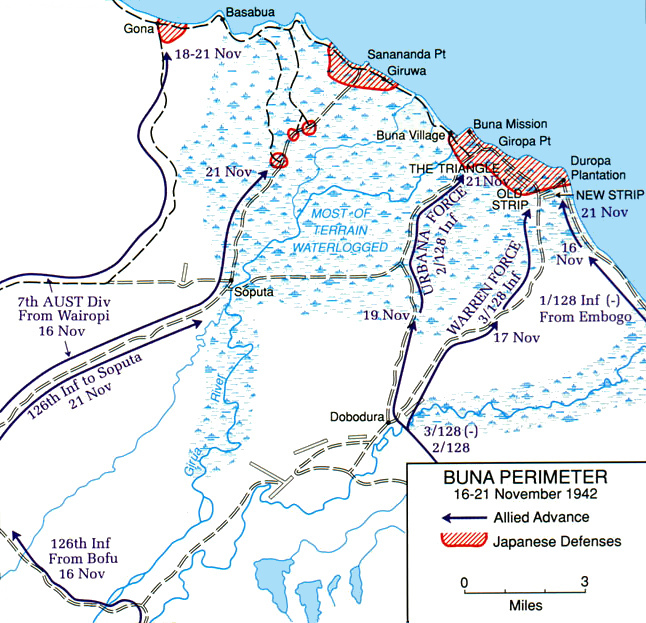
Mapa przedstawiająca pierwsze działania na przyczółku Buna-Gona

Po stronie przeciwnej nie działo się lepiej. Pozycje Japończyków były bombardowane całymi dniami. By nie zdradzać swych umocnień, nie ostrzeliwali atakujących samolotów. Podobnie jak alianckie, tak i ich okopy, a nawet bunkry tonęły w wodzie. Ciągle pod bombami i w oczekiwaniu na kolejny atak, w padającym bez przerwy deszczu nie mieli możności dobrze wypocząć. Nie opuszczali pozycji. Japoński oficer opisał w swym dzienniku ludzi, którzy popadali w obłęd „na moich oczach” z powodu ciągłego ostrzału. Inny oficer wyrażał litość wobec rannych, którzy starali się zachować pionową postawę, by nie utonąć. Strzelec karabinu maszynowego napisał w swym pamiętniku pod datą 17 listopada: „Żywność się skończyła. Jemy korę z drzew i trawę”. A 19 listopada: „W innych oddziałach ludzie jedzą mięso zabitych Australijczyków. Nie ma nic do żarcia”. W grudniu zaopatrzenie japońskich oddziałów znów zostało zredukowane i na wysuniętych pozycjach żołnierzom musiało wystarczać pół pinty (270 ml) ryżu dziennie.
20 listopada MacArthur wydał – ze swej kwatery w Port Moresby – rozkaz Hardingowi, by atakował „bez względu na straty”. Następnego dnia wysłał do Hardinga kolejną depeszę z żądaniem „wzięcia Buny dzisiaj za wszelką cenę”. Tymczasem wezwania takie były zbędne. 32 DP już 19 listopada – mając wsparcie artyleryjskie w postaci wspomnianej baterii 25-funtowych haubic z dwustu sztukami amunicji – ruszyła do ataku, napotykając z miejsca zmasowany ogień broni maszynowej. Żołnierze 1 Bat. 128 PP (dalej 1/128), walczący w okolicach plantacji Duropa, nie byli w stanie – ze względu na gęstą, splątaną roślinność – rozpoznać stanowisk ogniowych nieprzyjaciela i nie wiedzieli gdzie strzelać. Gęste listowie drzew i palm utrudniało strzelanie z moździerzy. Uczestnicy bitwy opowiadali później, że ich pole widzenia było ograniczone do kilku metrów i że nie byli pewni skąd padają strzały.
Szlak Simemi, na odcinku między starym a nowym pasem startowym, przypominał wąską ścieżkę z bagnem po obu stronach. 3/128 trafił tam pod ogień prowadzony z trzech stron jednocześnie. Żołnierze nie mogli użyć moździerzy, bo te zostały w Port Moresby. Poniewczasie zorientowali się, że dostali niewłaściwą amunicję do kaemów, a granaty w większości nie wybuchają. Amunicja karabinowa wyczerpała się bardzo szybko i batalion utknął w miejscu. Następnego dnia 1/128 posunął się naprzód o jakieś 180 m; 3/128 nie zrobił nawet kroku. 21 listopada atak miał się rozpocząć o godz. 8, ale część oficerów nie została o tym powiadomiona, a ponadto samoloty pomyliły cele, raniąc żołnierzy z 3/128. Harding przełożył rozpoczęcie ataku na godz. 13, ale obiecane wsparcie lotnicze spóźniło się ponad godzinę. Lotnicy nie mogli znaleźć celów, skutkiem czego obrzucili bombami własne oddziały, co odbiło się na stanie psychicznym i woli walki żołnierzy. W rezultacie pierwsze natarcie z użyciem karabinów, tommygunów, elkaemów i nie zawsze eksplodujących granatów zostało z łatwością odparte przez Japończyków. Jedna tylko kompania C ze 128 PP straciła w ciągu pierwszych trzech dni 63 ludzi, w tym wszystkich czterech oficerów. Płk Yamamoto jednak nie kontratakował.
Cierpiący na brak ludzi Harding wprowadził do linii rezerwowy 2/128, którym zastąpił oddany Australijczykom 126 PP i w ten sposób wzmocnił lewe skrzydło. Jednak i ten oddział – próbujący okrążyć stanowiska japońskie, czołgając się przez bagna, przy czym żołnierze nie widzieli prawie nic – dostał się pod silny ogień karabinów maszynowych i musiał się cofnąć. Dywizja nadal tkwiła w miejscu. Niektórzy żołnierze spędzili w bagnie 4-5 dni. Kopali okopy, ale te natychmiast wypełniała woda. Nie mając innego wyjścia spali w tych warunkach, jedli, załatwiali potrzeby fizjologiczne. Harding poprosił Australijczyków o zwrot przynajmniej jednego ze swych batalionów. 2/126, zwany „batalionem duchów”, wrócił przeprawiając się 22 listopada przez głęboką rzekę Girua, ale australijskie czołgi, o które również prosił Harding, nie dotarły, bo zdobyczne barki potonęły pod ich ciężarem. Tymczasem bez czołgów i artylerii zdobycie przyczółka było niemożliwe.

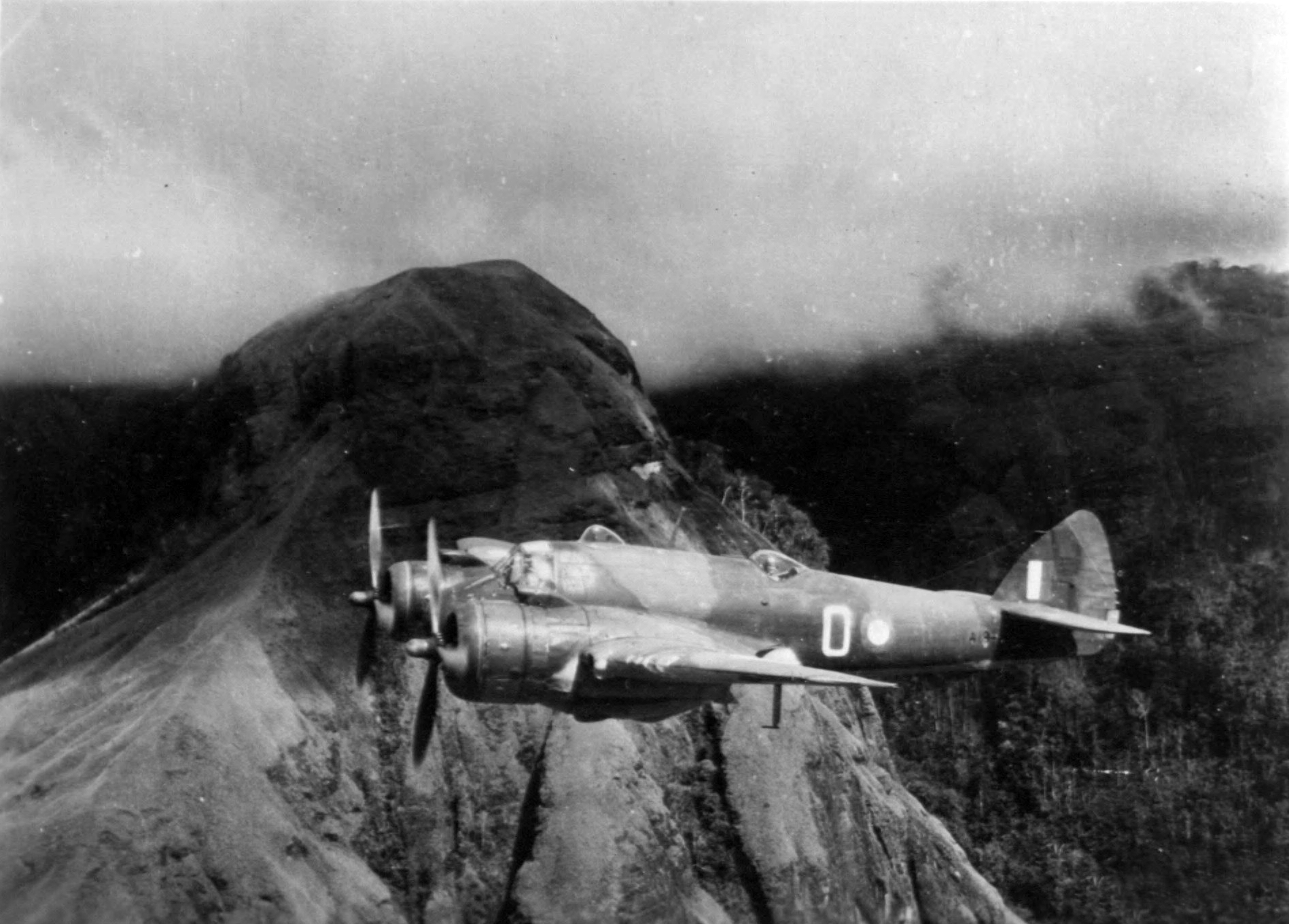
Beaufightery RAAF nad górami Owena Stanleya

Gdy oczekiwane działa wreszcie dotarły (26 listopada), rozpoczął się kolejny szturm. Rano, przez blisko godzinę, ostrzeliwały pozycje japońskie z lotu koszącego samoloty Curtiss P-40 i Beaufighter. Następnie nadleciały bombowce Douglas A-20, które przez kolejne 30 minut bombardowały tyły nieprzyjacielskiej pozycji. Po nalocie przemówiła artyleria, moździerze i karabiny maszynowe, a o godz. 9.30 ruszyła piechota. I tu okazało się, że przygotowanie lotniczo-artyleryjskie nie wyrządziło większych szkód ukrytym w swych bunkrach Japończykom. Brak dokładnych map i obserwatorów artyleryjskich, którzy widzieliby cokolwiek przez gęstwinę drzew, nie ułatwiał artylerzystom celowania. Nieudany atak 3/128 obserwował z bliska Harding.
29 listopada Japończycy otrzymali posiłki. Było to około 500 żołnierzy z 41 Regimentu Piechoty pułkownika Kiyomi’ego Yazawy, którzy uprzednio walczyli na szlaku Kokoda, po czym wycofali się nad morze w miejsce na północ od przyczółka. Teraz przewieziono ich łodziami na przylądek Sananada. Tego samego dnia niezadowolony z braku postępów 32 DP MacArthur wezwał do siebie dowódcę I Korpusu generała-majora Roberta Eichelbergera i powiedział:

Rozkazuję ci objąć dowodzenie pod Buną. Zdymisjonuj Hardinga. Posyłam cię tam, Bob, i chcę żebyś wyrzucił każdego oficera, który nie chce się bić. Usuń dowódców pułków i batalionów; jeśli trzeba postaw na czele batalionów sierżantów i kaprali na czele kompanii – każdego kto będzie chciał walczyć. Liczy się przede wszystkim czas; Japońskie posiłki mogą wylądować każdej nocy. Mam informacje, że amerykańscy żołnierze rzucają broń i uciekają. Chcę uniknąć nieporozumień Bob, masz zdobyć Bunę, albo nie wracaj żywy”

30 listopada 2/126 zdołał wreszcie dokonać wyłomu w japońskich liniach obronnych, spychając Japończyków kilkaset metrów w tył. 1 grudnia Harding rozkazał rozpocząć atak na obu skrzydłach. Kompania C 126 PP, wzmocniona przez kompanie dowodzenia obu batalionów, była w stanie – przy wsparciu haubic 25-funtowych i moździerzy – przebyć otwartą przestrzeń poniżej mostu na rzece Girua, ale wycofała się, prawdopodobnie z powodu kłopotów z łącznością. Kompanie E i F, wzmocnione plutonem ze 128 PP ponowiły atak 2 grudnia, ale zatrzymał je ogień broni maszynowej ze wszystkich kierunków natarcia. Oficer-lekarz, który wizytował oddziały, donosił, że żołnierze wyglądali jak „zdjęci z krzyża”. Ani to, ani inne doniesienia nie złagodziły opinii Eichelbergera, który zjawił się pod Buną 2 grudnia w celu dokonania inspekcji.

## Pod nowym dowództwem

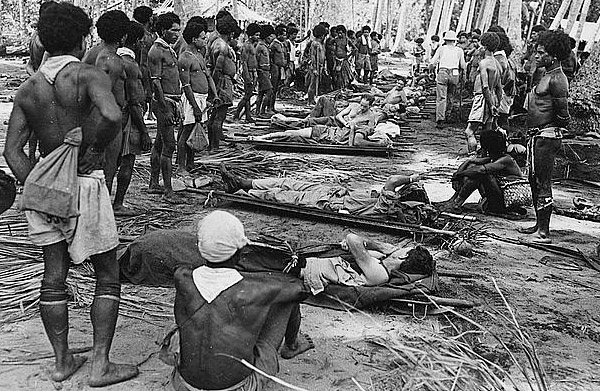
Papuascy tragarze i ranni Amerykanie na szlaku

Wobec braków postępów 32 DP MacArthur wysłał na przyczółek dwóch swoich oficerów sztabowych – pułkowników Clarance’a Martina i Gordona Rogersa – by ocenili sytuację. Zjawili się późnym popołudniem, kiedy najcięższe walki już się zakończyły. Żaden z nich nie mógł zrozumieć, dlaczego oddziały nie posuwają się naprzód; pytali, czy tu w ogóle toczono jakieś walki. Stwierdzili, że wielu żołnierzy choruje, że nie mają gorących posiłków, witamin i papierosów. Zauważyli, że ludzie byli nieogoleni, ich mundury były podarte i brudne, a ponadto, że „dyscyplina pozostawia wiele do życzenia, a morale jest niskie”.
Eichelberger udał się, w towarzystwie generałów Hardinga i Waldrona, na linię frontu. Na punkcie opatrunkowym dopatrzył się wśród rannych także chorych i wyczerpanych walką. Nastroju nie poprawiła mu wiadomość, że poranny atak znów się nie udał. Nadal w towarzystwie generałów udał się dalej w stronę japońskich pozycji i – w związku z tym, że nie został ostrzelany – doszedł do wniosku, że oddziały amerykańskie mają słabego przeciwnika. Dodatkowo zdenerwował się, gdy dostrzegł, że linia frontu nie jest ciągła, a gniazda karabinów maszynowych źle rozmieszczone. Dla niego był to dowód, że Amerykanie nie dość mocno prą naprzód. W rozmowie z żołnierzami pytał, dokąd prowadzi któraś ze ścieżek, na co otrzymał odpowiedź, że znajduje się ona pod ostrzałem. Eichelberger rzucił, że udekoruje każdego, kto przebiegnie ścieżką 50 jardów, ale nikt chętny się nie zgłosił, co uznał za dowód tchórzostwa.
Ofiarami gniewu Eichelbergera stali się płk Mott i mjr Smith. Wytknął im obecność nieranionych na punkcie opatrunkowym i tchórzostwo żołnierzy. Mott zareagował gwałtownie, wskazując na wyczerpanie i męstwo swoich ludzi. Harding ostentacyjnie cisnął palonego właśnie papierosa na ziemię i zgodził się z opinią Motta. Eichelberger odpowiedział na to „Jesteście skończeni”. Martin i Rogers wrócili z inspekcji frontu do kwatery dowództwa 32 DP w Dobodurze o 22.00 i dowiedzieli się, że Eichelberger właśnie pozbawił Hardinga dowództwa i że postawił na jego miejscu dowódcę artylerii dywizyjnej, gen. Waldrona. Eichelberger pousuwał również dowódców pułków i większość dowódców batalionów, zarządził poprawę zaopatrzenia w żywność i środki medyczne, a na koniec wstrzymał na dwa dni wszystkie działania pod Buną, by pozwolić na reorganizację oddziałów.
Po latach Eichelberger napisał, że po zwolnieniu Hardinga „kazałem medykom zmierzyć temperaturę wszystkim żołnierzom w kompanii na froncie. Każdy, powtarzam, każdy z tych ludzi miał gorączkę”. Nowy dowódca stwierdził, że żołnierzom nie dostarczono nawet oliwy i szmat do konserwacji rdzewiejącej broni. Odpowiedzialnym za zaopatrzenie uczynił oficera, który gotów był obejść wszelkie zakazy i nakazy, by dać ludziom to czego potrzebują. Przebywając wśród żołnierzy na froncie, otwarcie nosił na ramionach swoje trzy generalskie gwiazdki, ignorując postanowienie nakazujące oficerom usuwanie oznak stopni, ponieważ przyciągały one uwagę nieprzyjaciół. W ciągu trzydziestu dni na froncie stracił ponad 13 kilogramów.

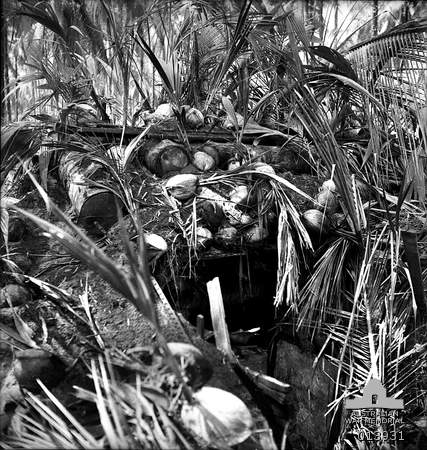
Zamaskowane stanowisko ogniowe Japończyków pod Buną

Eichelberger kazał również przeprowadzić dodatkowe rozpoznanie by wreszcie ustalić lokalizację pozycji przeciwnika. To czego się dowiedział zadziwiło go.

Aliantom zdawało się, że Japończycy są wszędzie, podczas gdy ich najsilniejsze punkty oporu znajdowały się w pobliżu wybrzeża. Tam ich żołnierze mogli szybko przemieszczać się z miejsca na miejsce, tam znajdowały się liczne bunkry zbudowane z pni palmowych i piasku, zapewniając dodatkową osłonę [przed bombardowaniem] i stanowiąc znakomitą rubież obronną. Oglądając [po bitwie] pozycje japońskie sztab MacArthura stwierdził, że „każda nierówność terenu została wykorzystana, a najbardziej suche pasy lądu wybrane do obsadzenia i ufortyfikowania, co powodowało, że żaden okrężny aliancki atak nie mógł być przeprowadzony bez grzęźnięcia w bagnie”. Dowódca korpusu określił wykorzystanie przez Japończyków terenu jako „perfekcyjne” i „znakomite”.

Gdy Eichelberger przeprowadzał zmiany w 32 DP, Japończycy dostali uzupełnienia w postaci 500 niedoświadczonych żołnierzy z 21 Mieszanej Niezależnej Brygady (złożonej głównie z elementów 170 Regimentu Piechoty) pod dowództwem generała-majora Kurihanao Yamagaty.
5 grudnia Eichelberger rozkazał rozpocząć atak na całym froncie. Waldron został postrzelony w ramię przez nieprzyjacielskiego snajpera, więc Eichelberger zastąpił go swym szefem sztabu, generałem-brygadierem Clovisem Byersem. Dowództwo I Korpusu przeniesione zostało w pobliże przyczółka, a Eichelberger dowodził z bantama z radiostacją. Część oficerów 32 DP po cichu nazywała Eichelbergera bezwzględnym Prusakiem, a żołnierze mawiali, że ich dywizyjny cmentarz to „poletko Eichelbergera”.

## Przełamanie
Tego dnia udało się wreszcie przełamać linie japońskie. Dokonał tego sierżant sztabowy Herman Bottcher z kompanii G 126 PP, który na czele osiemnastu ludzi przebił się przez pozycje nieprzyjaciela, docierając do plaży pomiędzy misją Buna a wioską. W walce zabito czterdziestu Japończyków. Bottcher, który odpierał kontrataki nieprzyjaciela przez siedem dni i został dwukrotnie raniony, został za męstwo awansowany do stopnia kapitana czasu wojny (zginął dwa lata później na Filipinach). Poświęcenie jego ludzi przypieczętowało zwycięstwo aliantów. Przecięte zostały linie dostaw i uzupełnień Buny, za co Bottcher i dwóch innych żołnierzy otrzymało Distinguished Service Cross.

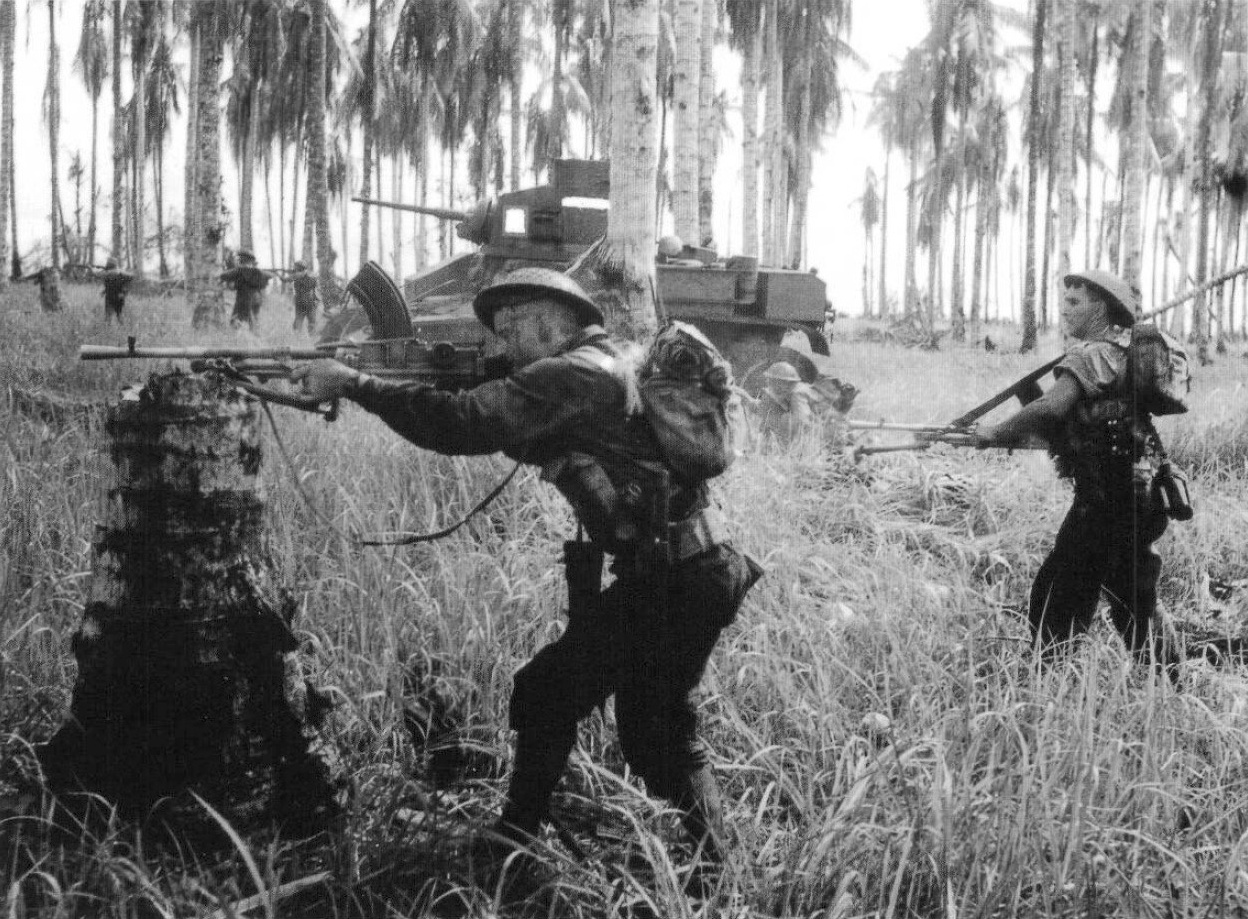
Australijczycy w walce na plantacji Duropa

8 grudnia, po zaciętej walce wręcz, Australijczycy zajęli wioskę Gona. Tego samego dnia Eichelberger zarządził kolejny atak na Bunę, której ruiny 32 DP wzięła ostatecznie 14 grudnia; Japończycy wycofali się poprzedniej nocy. Generał Clovis Byers został 16 grudnia ranny, co zmusiło Eichelbergera do przejęcia bezpośredniego dowodzenia dywizją. W międzyczasie Japończycy otrzymali uzupełnienia w postaci 1300 żołnierzy przerzuconych na przyczółek z Rabaulu, ale alianci też dostali posiłki (18 BP ze składu australijskiej 7 DP, a także lekkie czołgi M3 Stuart). Nastąpiło to we właściwym momencie, bowiem Australijczycy odkryli właśnie, że na ich odcinku frontu da się przeprowadzić atak piechoty wspieranej przez czołgi. 18 grudnia o godz. 7.00 ruszyło – poprzedzone nawałą artyleryjską z właśnie dostarczonych dział i moździerzy – natarcie na lotnisko i plantację Duropa w kierunku przylądka Endaiadere. Po dziesięciu dniach walk 32 DP, wspierana przez australijską 18 BP i czołgi, przebiła się wzdłuż wybrzeża z plantacji Duropa do misji Buna, zdobywając do 2 stycznia 1943 roku pozostałe pozycje japońskie. Znaleźli tam zwłoki alianckich żołnierzy, którzy zostali schwytani i zjedzeni. W czasie walk na szlaku Kokoda i obrony przyczółka Buna-Gona Japończycy często uciekali się do kanibalizmu. Żaden z żołnierzy alianckich ujętych w tym czasie przez Japończyków nie przeżył: byli torturowani, zabijani w ramach ćwiczenia pchnięć bagnetem, wreszcie zjadani.
Najdłużej trwały walki na przylądku Sanananda. Stanowiska japońskie były dobrze przygotowane wzdłuż wyżej położonej drogi z Soputy do przylądka Killerton i na pasie stosunkowo suchego gruntu, zaś wokoło rozciągało się głębokie do pasa tropikalne bagno. Próbując odciąć wysuniętą pozycję nieprzyjaciela, elementy 3/126 dokonały obejścia japońskiej pozycji i zajęły odcinek drogi na jej tyłach. Odcięcie pozycji niewiele dało, bowiem była ona nadal utrzymywana i zaopatrywana przez bagna. Próby zdobycia jej przez australijską 16 BP spełzły na niczym. Do czasu przybycia 21 listopada 1400 ludzi ze 126 PP straty Australijczyków wyniosły 30% stanu. 7 grudnia 16 BP zluzowała 30 BP, a dowodzenie całością objął gen. Porter. 126 PP również został zluzowany, ale 635 żołnierzy utrzymujących blokadę drogi nie można było wycofać, bowiem znajdowali się pod ogniem i niemal ciągłymi próbami japońskich kontrataków. Pozostali zostali odesłani do Soputy, a stamtąd do Port Moresby, gdzie spędzili święta Bożego Narodzenia, nim wreszcie odpłynęli na odpoczynek i przeformowanie do Australii.

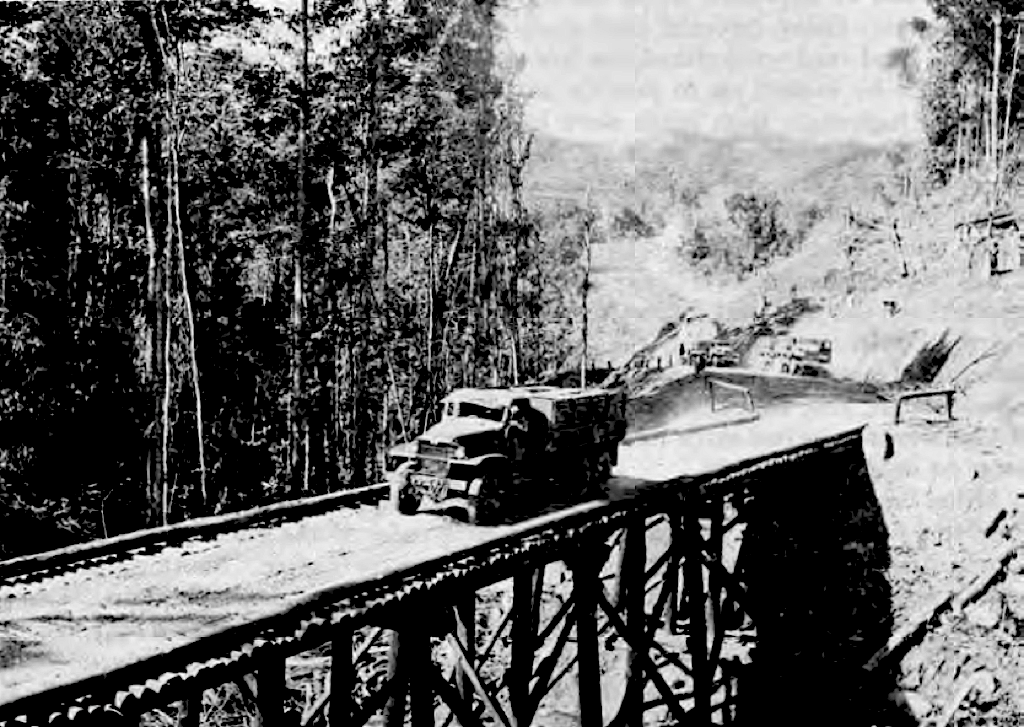
Fragment drogi z Dobodury do Zatoki Oro

Amerykanie blokujący drogę otrzymali pierwsze większe wsparcie 18 grudnia: przebiło się do nich 350 żołnierzy z australijskiego 2/7 Pułku Kawalerii Commando. Następnego dnia 2/7 oskrzydlił pozycje japońskie i utworzył kolejną blokadę drogi około 300 m na północ od schorowanych i zdemoralizowanych Amerykanów, którzy ostatecznie zostali 22 grudnia zluzowani przez australijski 49 Batalion Piechoty.

## Ostatnie walki
W dzień Bożego Narodzenia, 25 grudnia 1942 roku, osiem kompanii 127 PP uderzyło, po silnym przygotowaniu artyleryjskim, na pozycje japońskie w tzw. „Ogrodach Rządowych” wioski Buna. Oficer dowodzący kompanią C został zabity. Eichelberger napisał później, że „był to desperacki bój, a skutki tej całej beznadziejnej kampanii wątpliwe”. MacArthur, który nigdy nie pojawił się na froncie, przysłał swego szefa sztabu, Richarda Sutherlanda, z listem do Eichelbergera, w którym napisał: „Tam gdzie masz na froncie kompanię, powinieneś mieć batalion; tam gdzie masz batalion, powinieneś mieć pułk. Twoje ataki winny być przeprowadzane nie dwiema czy trzema setkami karabinów, a dwoma lub trzema tysiącami... Twoje straty w ludziach, porównując do ogólnej liczby ludzi jakimi dysponujesz, są niewielkie, a więc masz jeszcze spore rezerwy do wykorzystania”. Eichelberger odpowiedział, że parł naprzód, a jego żołnierze walczyli jak mogli, a sytuacja zmieniała się z każdym dniem. Tymczasem 28 grudnia dostał odpis informacji, jaką MacArthur przesłał do prasy o walkach pod Buna-Gona: „W dniu Bożego Narodzenia nasze działania były ograniczone. Wojsko świętowało”, Nic dziwnego, że taki komunikat go rozwścieczył.
W nocy na 25 grudnia japoński okręt podwodny dostarczył żywność i amunicję wojsku walczącemu pod Buną. Była to ostatnia dostawa zaopatrzenia, jaką otrzymały oddziały japońskie walczące na przyczółku. 26 grudnia przybył i zluzował Australijczyków amerykański 163 PP z 41 DP. Pierwszy atak nowych sił, przeprowadzony 8 stycznia, załamał się. Dwa dni później atak ponowiono z użyciem czołgów. On także załamał się, ale pułkownik Tsukamoto uznał, że napór przeciwnika jest zbyt silny i kazał żołnierzom wycofać się. Zbiegło się to z rozkazem Cesarskiego Sztabu Generalnego z 4 stycznia, zgodnie z którym wojska broniące przyczółka miały wycofać się do Lae i wioski Salamaua, jednak rozkaz ten dotarł do oddziałów na przylądku Sanananda dopiero 12 stycznia, a tymczasem dowodzący pod Buną płk Yamamoto i kpt. Yasude, nie widząc wyjścia, popełnili seppuku. Dopiero 14 stycznia alianci zorientowali się, że większość japońskich obrońców opuściła swe pozycje i teraz – przypuściwszy atak – opanowali rozgałęzienie dróg prowadzących na przylądki Sanananda i Killerton bronione przez zaledwie 158 Japończyków.
16 stycznia amerykański 163 PP przypuścił generalny szturm na pozycje japońskie na północ od obu alianckich blokad drogi, zaś australijska 18 BP dotarła do wybrzeża po obu stronach przylądka, wspierając tym samym Amerykanów. Japończycy bronili się zawzięcie, ale 17 stycznia zostali zamknięci w trzech niewielkich kotłach na wybrzeżu na północ od Sanananda i na zachód od rzeki Giruwa. 20 stycznia generał Yamagata wydał wreszcie rozkaz ewakuacji. Japończycy mieli przenikać przez niezbyt szczelne linie alianckie i podążać do wioski Bakumbari, około 10 km na północ od Gony, gdzie miały czekać na nich łodzie. Generał Oda i pułkownik Yazawa, których pozycje znajdowały się na obu brzegach Giruwy, podczas przekradania się przez bagna natknęli się na stanowisko Australijczyków i zostali zabici; Japończycy w kotle u podstawy cypla przylądka Sanananda nie byli w stanie się przebić i do 22 stycznia walka na tym odcinku ustała. Kampania we wschodniej części Nowej Gwinei zakończyła się po sześciu miesiącach od chwili, gdy walki się zaczęły.

## Rezultaty

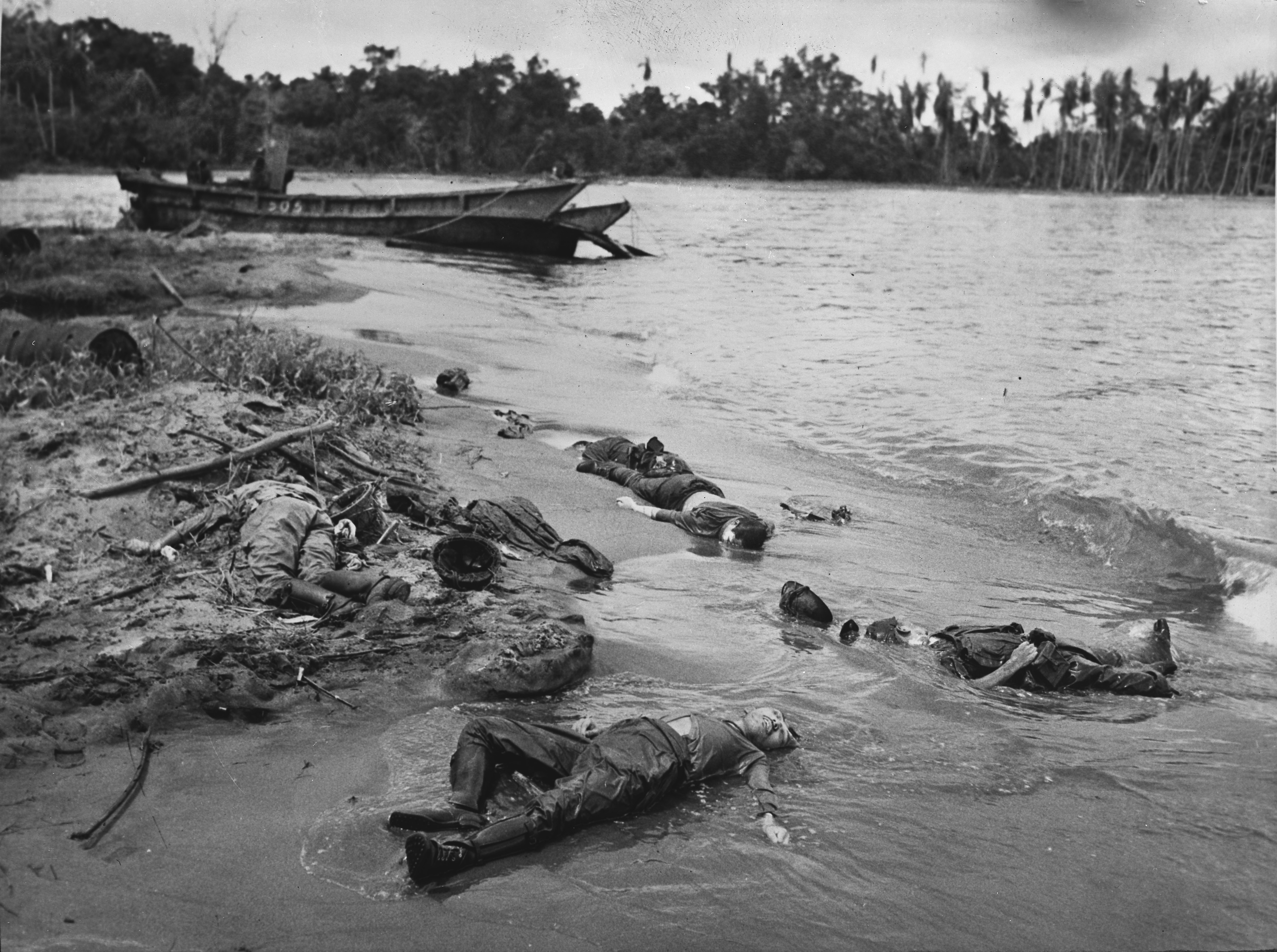
Japońscy żołnierze zabici w ostatniej fazie bitwy o misję Buna

Zaangażowanie wszystkich dostępnych sił i środków w wyparcie Amerykanów z Guadalcanalu, jak również coraz wyraźniejsze panowanie lotnictwa alianckiego w powietrzu, utrudniało, a w końcu uniemożliwiło stronie japońskiej zaopatrywanie przyczółka w żywność, medykamenty, broń i amunicję. Jedyny oficer 41 PP Armii Cesarskiej, który walczył pod Buna-Gona i przeżył, major Mitsuo Koiwai, przesłuchiwany po wojnie powiedział:

Przegraliśmy pod Buną, bo nie mogliśmy odzyskać panowania w powietrzu, bo nie byliśmy w stanie odpowiednio zaopatrzyć naszych żołnierzy, bo nasza flota i lotnictwo nie potrafiło przerwać nieprzyjacielskich linii zaopatrzenia. Alianci dysponowali ogromną przewagą ogniową i mądrze planowali ataki, a jednak my cały czas zastanawialiśmy się, dlaczego nie zostawili nas tam, byśmy po prostu umarli z głodu.

Z 16 tysięcy Japończyków, którzy wylądowali na Nowej Gwinei, przyczółka Buna-Gona broniło około 6500. W drugim tygodniu stycznia ich linie zaopatrzenia zostały ostatecznie poprzecinane, a jedzenie skończyło się już 2 stycznia. Alianci na zdobytych pozycjach znaleźli dowody na uprawianie przez Japończyków kanibalizmu, przy czym stwierdzono, że zdesperowani obrońcy zjadali zarówno schwytanych nieprzyjaciół, jak i swoich poległych towarzyszy. Po zakończeniu walk do niewoli dostało się 159 Japończyków. Reszta garnizonu bądź to została ewakuowana drogą morską (1190 rannych i chorych), bądź też uciekła na północ przez dżungle i bagna (około 1000) lub została zniszczona (doliczono się 2537 zabitych).
Od 20 listopada MacArthur naciskał na Hardinga, by atakował „bez względu na straty” i „nie licząc się z kosztami”. Po odebraniu Hardingowi dowództwa MacArthur podobnie wywierał presję na Eichelbergera, żądając by działał szybko i wykazał się rezultatami. Eichelberger odnotował kilka przypadków, kiedy to MacArthur przymuszał go do zwiększenia wysiłków celem szybkiego pokonania Japończyków. Tymczasem po zakończeniu kampanii MacArthur oświadczył publicznie, że „nie było powodu żeby spieszyć się z atakiem, bo czas miał w tym wypadku niewielkie znaczenie”, a dziennikarzom powiedział: „Sprawą najwyższej wagi było życie i zdrowie naszych żołnierzy; nie było chyba jeszcze kampanii prowadzonej przeciw tak dobrze przygotowanej i wyszkolonej armii, która zakończyła się sukcesem za tak niewysoką cenę życia”.
Pod Buna-Gona Australijczycy stracili 2400, Amerykanie 798 zabitych. 14 października 1942 na Nową Gwineę przybyło 9825 żołnierzy 32 DP. W ciągu ostatnich siedmiu tygodni pobytu na wyspie dywizja straciła 586 zabitych, 1954 rannych i 100 zmarłych z innych przyczyn. Choroby tropikalne – głównie malaria, denga i wschodnioazjatycka odmiana tyfusu (przez Japończyków nazywana tsutsugamushi) – spowodowały straty znacznie większe niż nieprzyjaciel. Dywizja miała nienotowaną dotąd liczbę 7125 chorych, z których 2952 wymagało hospitalizacji. Łączne straty wyniosły 9956 ludzi, a więc przekroczyły stan bojowy jednostki. W 126 PP, którego 2 Batalion maszerował szlakiem Kapa Kapa, straty były stosunkowo najwyższe. Gdy pułk przybył pod Bunę i wszedł 21 listopada do bitwy, liczył 1400 ludzi w szeregach. Gdy został 9 stycznia zluzowany przez australijski 2/7, było w nim już tylko 165 ludzi ledwie zdolnych do chodzenia.
Na Guadalcanalu walczyło około 60 000 Amerykanów, a ich straty wyniosły 5845 ludzi, w tym 1600 zabitych. Na Terytorium Papui walczyło ponad 33 tys. Amerykanów i Australijczyków, którzy stracili łącznie 8546 ludzi, z czego 3098 poległo. Na Guadalcanalu zginął jeden na 37 żołnierzy, w Papui jeden na 11.
W wydanej w roku 1950 książce Our Jungle Road to Tokyo gen. Robert Eichelberger napisał: „Buna została okupiona wysoką ceną w zabitych, rannych, chorych i załamanych... Nikt kto tam walczył, choćby nie wiem jak chciał, nie zapomni tego”. Dodał jeszcze: „Nie należę do ludzi specjalnie wrażliwych, ale Buna wciąż wraca do mnie w najczarniejszych snach. Tak dawno to było, a ja wciąż pamiętam każdy dzień i niemal każdą noc”.